# Arme Millionäre
Arme Millionäre è una serie televisiva austro-tedesca prodotta dal 2005 al 2006 da S.A.N.set Film  e trasmessa dall'emittente RTL Television. Interpreti principali sono Sky du Mont, Andrea Sawatzki, Mavie Hörbiger, Maxi Warwel, Gregor Bloéb, Fritz Hammel, Maria Bachmann, Tobias van Dieken e Ludger Pistor.
La serie si compone di 2 stagioni, per un totale di 12 episodi (4 per la prima stagione e 8 per la seconda), della durata di 45 minuti ciascuno. Il primo episodio, intitolato Zurück auf Anfang, venne trasmesso in prima visione 22 agosto 2005; l'ultimo, intitolato Alles verloren? venne trasmesso in prima visione il 1º novembre 2006.

## Trama
Protagonista delle vicende è la famiglia Gabriel, famiglia di ricchi proprietari alberghieri, che da un giorno all'altro si ritrova senza niente. Sono così costretti a trasferirsi nella casa del loro autista Fritz, mentre la loro villa e tutti gli altri loro averi vengono rilevati dalla famiglia Münzberger.

## Personaggi e interpreti
- Paul Gabriel, interpretato da Sky du Mont: è il capofamiglia.[2][3][5]

## Episodi
| Stagione         | Puntate | Prima TV Germania | Prima TV Italia |
| ---------------- | ------- | ----------------- | --------------- |
| Prima stagione   | 4       | 2005              |                 |
| Seconda stagione | 8       | 2006              |                 |

## Distribuzione
- Arme Millionäre (Germania)
- Pauvres millionaires (Francia)[5]